# HMS Thermopylae
Le HMS Thermopylae (pennant number : P355) est un sous-marin de la classe T en service dans la Royal Navy. Son nom est une évocation de la bataille des Thermopyles.

## Conception
Les sous-marins de la classe S se sont avérés trop petits pour des opérations lointaines. Il fallut mettre en chantier la classe T qui avait 21 mètres de longueur en plus et un déplacement de 1000 tonnes. Alors que les bâtiments de la classe S avaient seulement six tubes lance-torpilles d'étrave, ceux de la classe T en avaient huit, dont deux dans un bulbe d'étrave, plus deux autres dans la partie mince de la coque au milieu du navire.

## Engagements
Le HMS Thermopylae fut construit à l’arsenal de Chatham Dockyard. Sa quille fut posée le 26 octobre 1943 et il fut lancé le 27 juin 1945. Mis en service après la fin de la Seconde Guerre mondiale, il mène une carrière relativement tranquille. Il rejoint immédiatement la 3e flottille basée à Holy Loch. Le 15 janvier 1950, il s’échoue sur le rocher Stevenson, au large de Skerryvore, dans les Hébrides intérieures. En 1953, il participe à la Revue de la flotte pour célébrer le couronnement de la reine Élisabeth II.
Il est resté en service jusqu’en décembre 1968, date de sa mise en vente. Il a été démoli à Troon en 1971.